# Ijtiman
Ijtiman (en búlgaro: Ихтиман) es una ciudad en el oeste de Bulgaria, parte de la Provincia de Sofía. Está situada en las montañas Ihtimanska Sredna Gora y se encuentra en un valle a 48 km de Sofía y 95 km de Plovdiv, cerca de la autopista Trakiya.
Antiguamente fue una estación defensiva romana que vigilaba los caminos importantes para el Bósforo, Ihtiman entonces se llamaba Stipon. Ella siguió desempeñando este papel durante el Imperio bizantino y el Imperio búlgaro, que sin embargo cambió su centro defensivo principal en la región al paso de colina de la Puerta de Trajano.
A raíz de la dominación otomana en el siglo XIV, el nombre de la ciudad fue cambiado a Ijtiman, que se cree que es de origen turco otomano.
La religión tradicional y dominante es el cristianismo ortodoxo.
Ihtiman Hook en la Isla Livingston, en las Islas Shetland del Sur, Antártida recibe el nombre de Ihtiman.